# Cucurbitaria rubefaciens
Cucurbitaria rubefaciens är en svampart som beskrevs av Petr. 1923. Cucurbitaria rubefaciens ingår i släktet Cucurbitaria och familjen Cucurbitariaceae.   Inga underarter finns listade i Catalogue of Life.